# Max Ernst - Entdeckungsfahrten ins Unbewußte
Max Ernst - Entdeckungsfahrten ins Unbewußte è un documentario cortometraggio del 1963 diretto da Carl Lamb, Peter Schamoni e basato sulla vita del pittore tedesco Max Ernst.

## Riconoscimenti
- German Film Awards 1964
  - Premio in Oro al Miglior Cortometraggio - Documentario (Peter Schamoni, Carl Lamb